# Рутенийтрииндий
Рутенийтрииндий — бинарное неорганическое соединение
рутения и индия
с формулой In3Ru,
кристаллы.

## Получение
- Сплавление стехиометрических количеств чистых веществ:

{\displaystyle {\mathsf {Ru+3In\ {\xrightarrow {T}}\ In_{3}Ru}}}

## Физические свойства
Рутенийтрииндий образует кристаллы
тетрагональной сингонии, пространственная группа P 4n2, параметры ячейки a = 0,699 нм, c = 0,724 нм, Z = 4
структура типа кобальттригаллия Ga3Co
.
Соединение является полупроводником n-типа .